# عبد الله المبارك (لاعب كرة قدم)
عبد الله ناصر محمد المبارك هو لاعب كرة قدم سعودي يلعب لنادي هجر.